# Čchäkgǒri

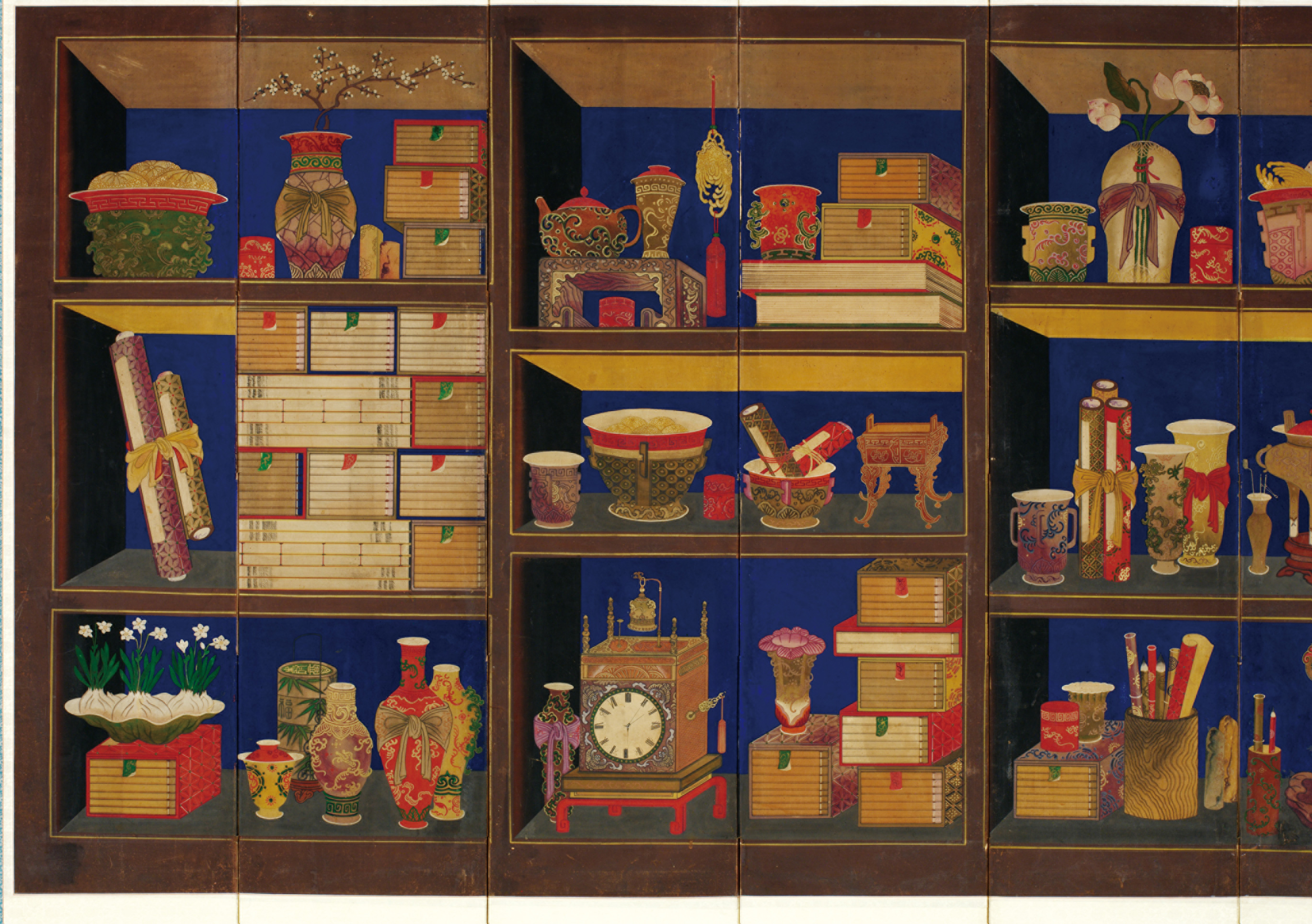
Levá třetina desetidílného paravánu zobrazující knihy, svitky, vázy, starožitnosti a květiny neznámého autora. Tuš a barvy na hedvábí, 19. století, ve sbírce Korejského národního muzea

Čchäkgǒri (korejsky 책거리, doslova „knihy a věci“) je umělecký žánr specifický pro korejskou dynastii Čoson 19. století, během kterého došlo ve společnosti k nárůstu konzumerismu na úkor zavedené skromnosti vycházející ze státní ideologie neokonfucianismu. Jde o pestrobarevné zátiší zobrazující police nebo stoly plné krabic na knihy, svitků, dekorativních předmětů, starožitností a kaligrafických potřeb jako jsou štětce, kapátka a třecí kameny na tuš. Kromě malířů, kteří experimentovali s kompozicí, různými styly a evropskými malíři užívaným stínováním a perspektivou na dílech pro vzdělance a elitu, se čchäkgǒri věnovali také lidoví umělci. Nejběžnějším povrchovým médiem byly papírové, méně často hedvábné, paravány případně stěny pro vytvoření optického klamu. Stejný námět se začal objevovat také jako pozadí či popředí na dobových portrétech. Nábytek samotný a krabice na knihy jsou na některých malbách zdobeny geometrickými obrazci.
Malby žánru byly zřídka podepsány a je proto obtížné je blíže datovat. Přesná historie vzniku žánru není známa, vzhledem k prostému stylu dobových korejských regálů byly možnou inspirací komplikované čínské kabinety s historickými artefakty tuo–pao–ke v Zakázaném městě. Jeden takový kabinet zobrazuje stylu čchäkgǒri podobná iluzivní malba přisuzovaná jezuitskému misionáři a malíři působícímu na dvoře říše Čching Giuseppemu Castiglioneovi. Množství zobrazovaných knih vychází z váhy, kterou vládnoucí třída konfuciánsky vzdělaných úředníků jangban přisuzovala jejich vlastnění. Vydávání knih totiž bylo přísně regulováno panovníkem a dostaly se jen k určitým úředníkům, ostatní si je museli půjčovat a opisovat. Velký vliv na rozšíření žánru měl král Čongdžo, který vládl mezi lety 1776–1800. Čongdžo, který byl sám knihomil, zdatný malíř a mecenáš, založil královskou knihovnu Kjučangkak a určil malbu čchäkgǒri jako jednu ze zkoušek pro dvorní malíře.
Během 19. století vznikla nová třída bohatých nižších úředníků čungin, povoláním většinou tlumočníků nebo zdravotníků, kteří vydělali své jmění obchodováním během diplomatických misí do říše Čching. Pečlivě si vybírali předměty kterými se obklopovali, a které nechávali malovat jako čchäkgǒri pro své salony, čímž vyjadřovali svoji identitu. To jim přineslo pohrdání konzervativních členů třídy jangban za nevkusné vychloubání se cennostmi a zbohatlictví. Z dochovaných maleb není zřejmé, které ze zobrazených předmětů patron skutečně vlastnil, a které byly čistě symbolické, protože někteří umělci užívali šablony. Toto je zvláště patrné u pozdějších zátiší na stolech, na kterých si pozornost poutající pestrobarevné předměty vzájemně neodpovídají perspektivou a velikostí. Prostější lidé si nechávali malovat na menší paravány kromě knih také ovoce a zeleninu symbolizující plodnost, hudební nástroje nebo divoká a mytická zvířata přinášející štěstí a dlouhověkost.

## Galerie

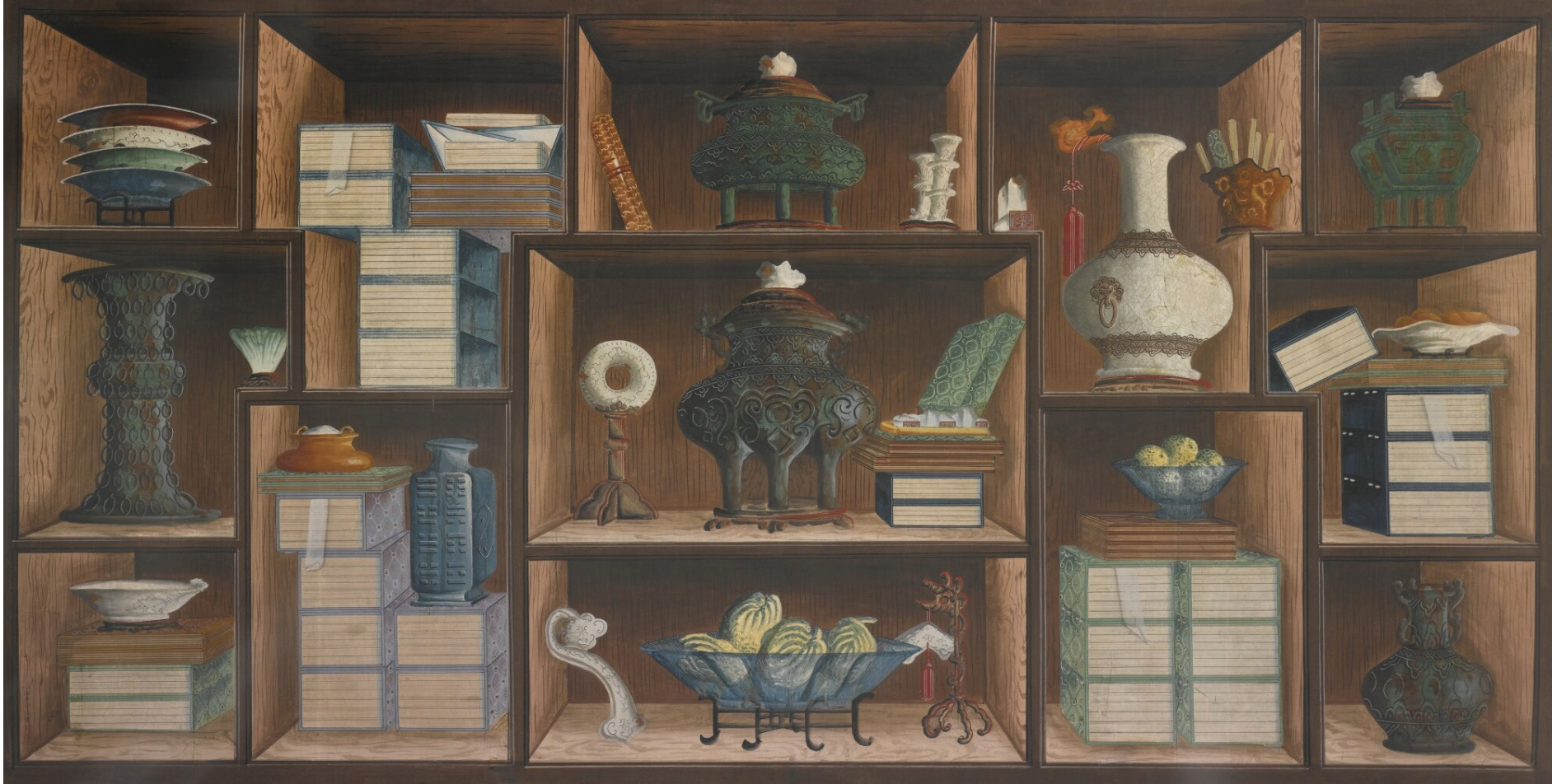
Kabinet se starožitnostmi a knihami, snad Giuseppe Castiglione, možná inspirace žánru, 18. století
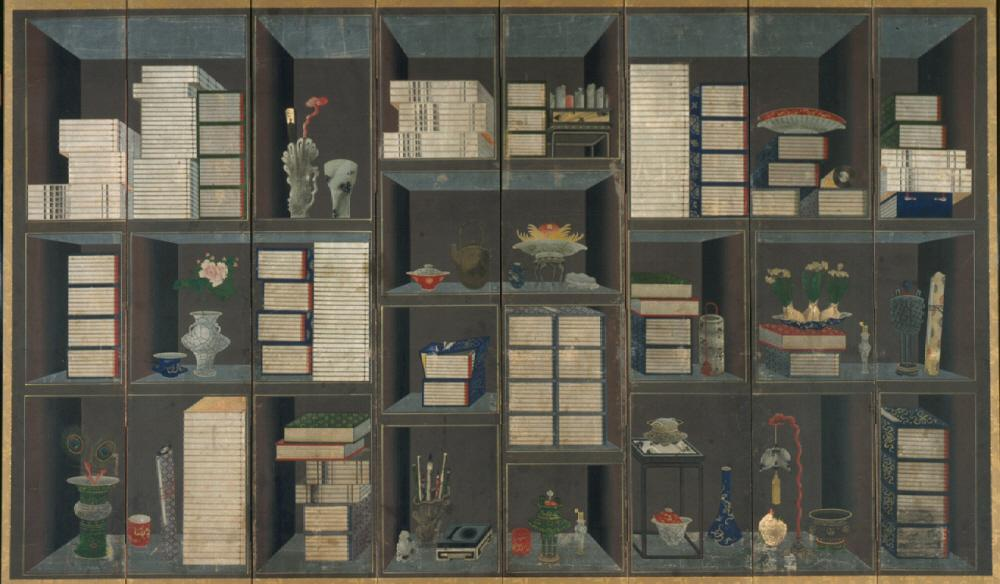
Jedno z mála dochovaných děl žánru s pečetí, I Ǔng-rok (nar. 1808), zhruba 1860. Ve sbírce Asian Art Museum of San Francisco
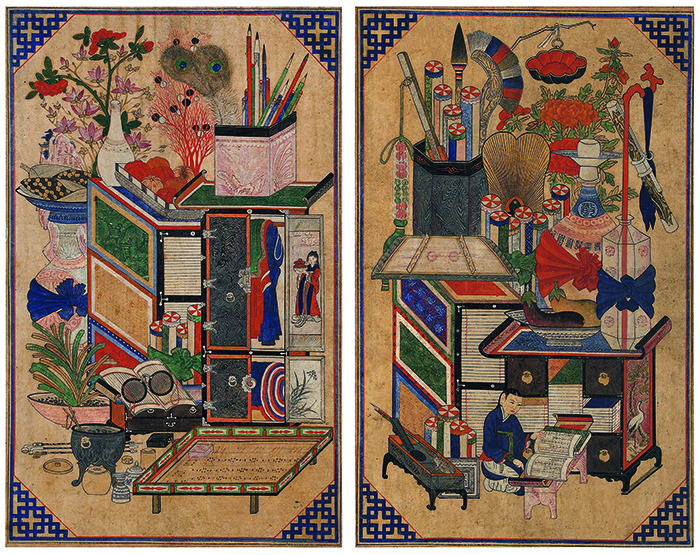
Dva panely s rozličnými předměty včetně pavích per, lilků, deskové hry a čtenářských brýlí v nadživotní velikost z šestidílného paravánu neznámého autora, tuš a barvy na papíře
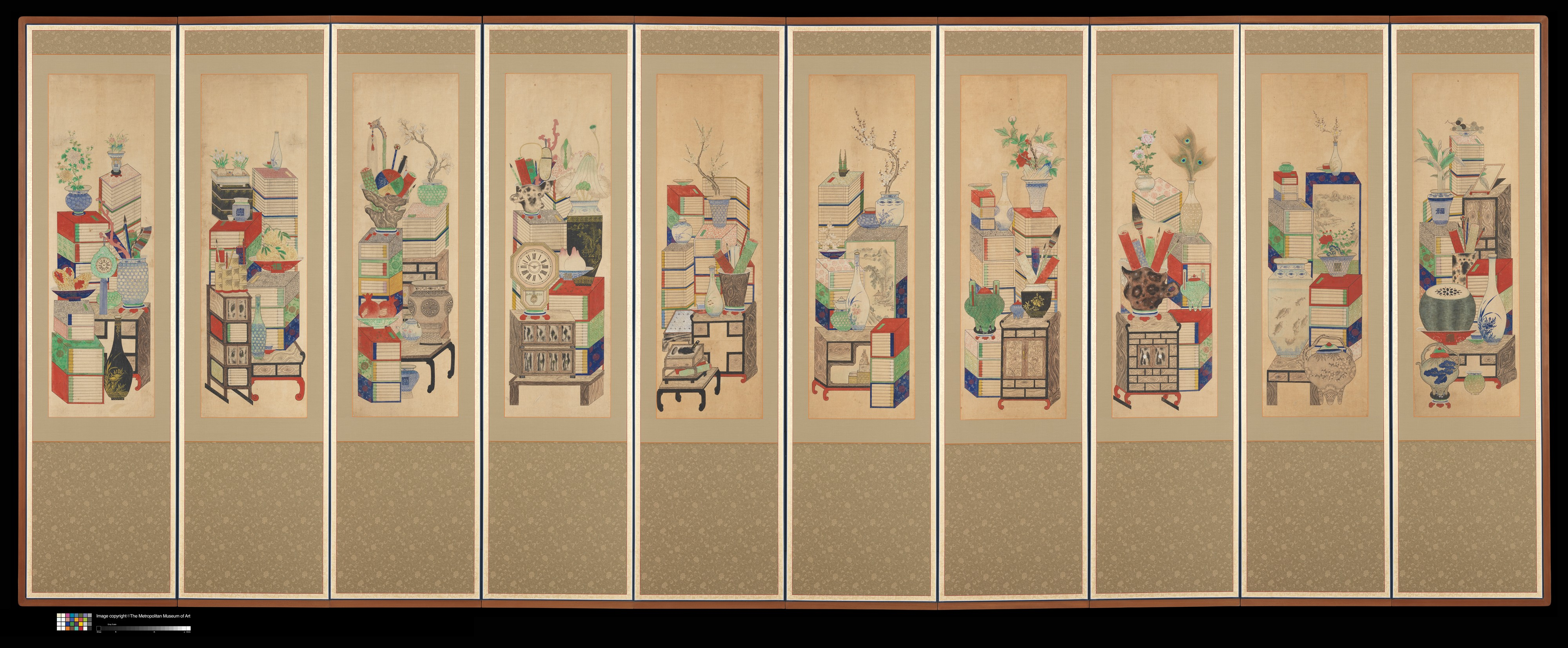
Vyskládané předměty a knihy, desetidílný paraván neznámého autora, tuš a barvy na hedvábí, počátek 20. století, MET
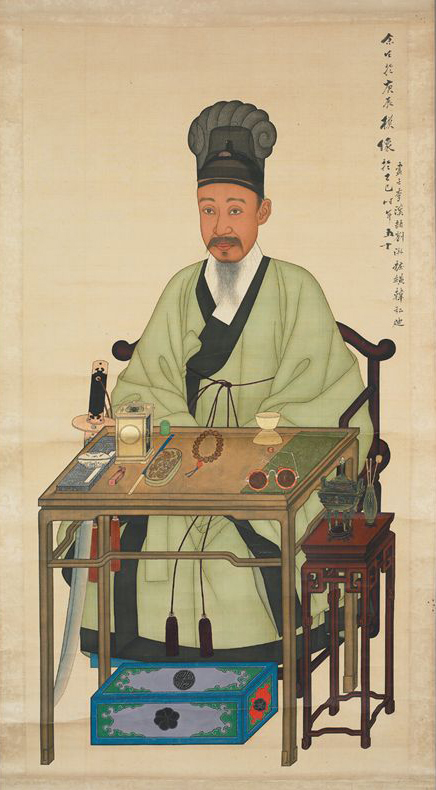
Portrét regenta za stolem, I Han-Čchŏl a Ju Suk, 1863, Muzeum historie v Soulu
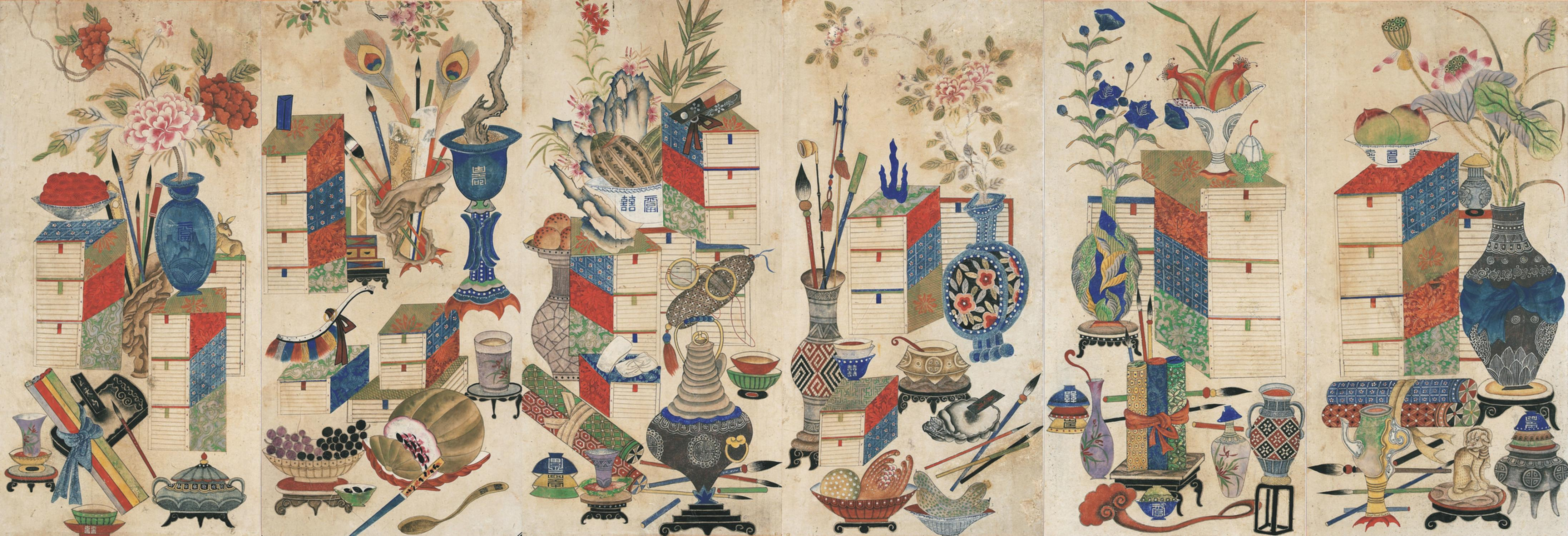
Šestidílný paraván s větším podílem ovoce, zeleniny a květina, neznámý autor, druhá polovina 19. století
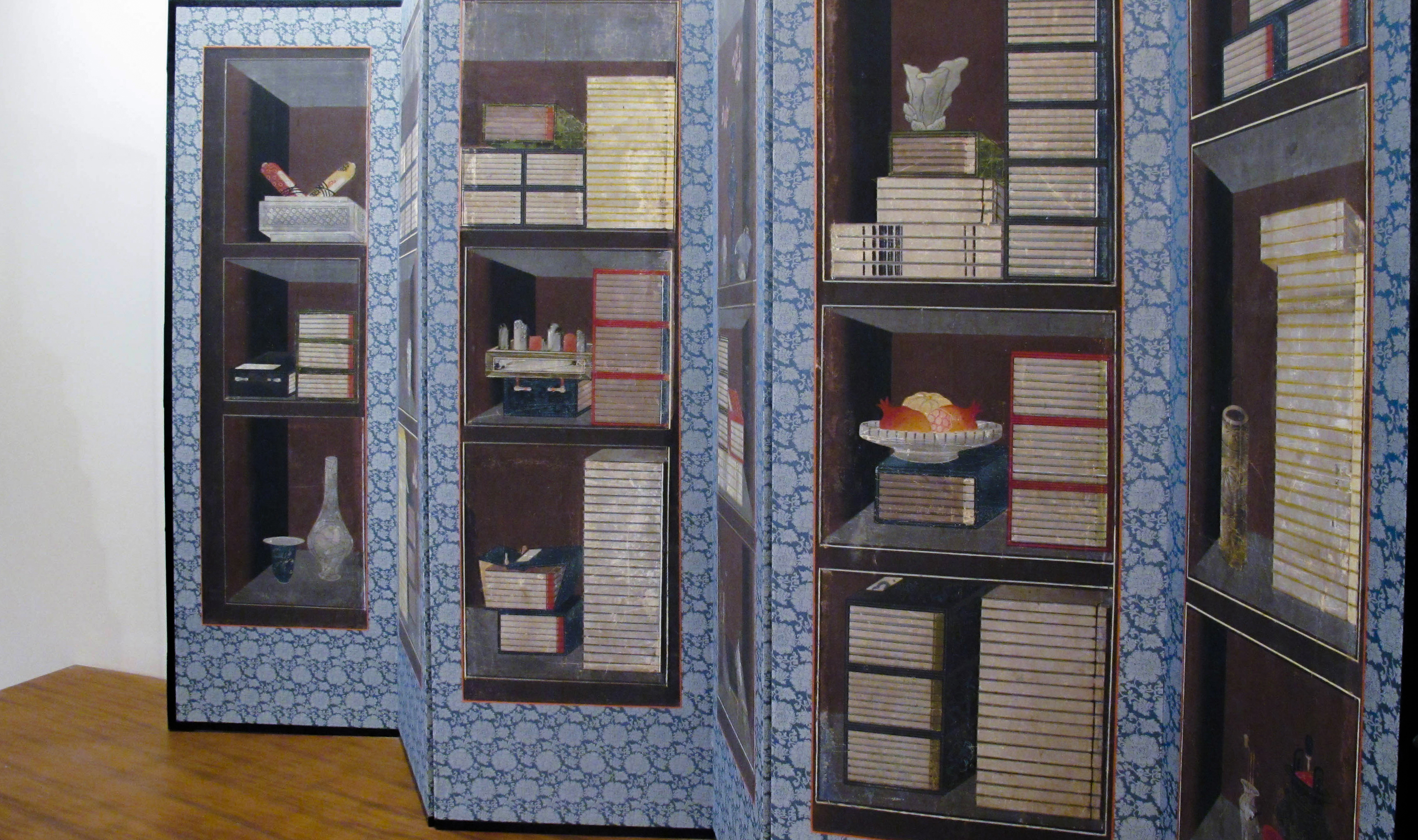
Knihovna na šestidílném papírovém paravánu, neznámý autor, tuš a barvy, Musée Guimet
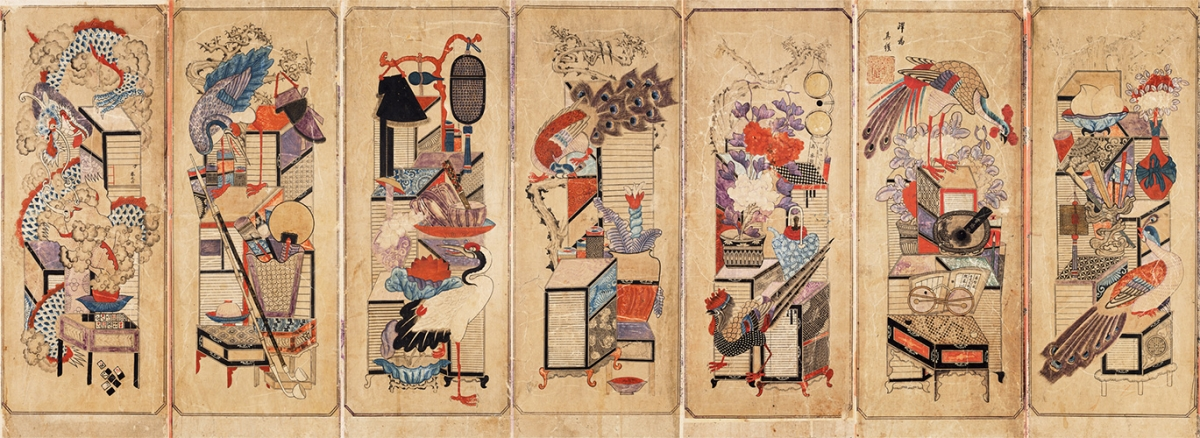
Lidové umění (minhwa), sedmidílný paraván s předměty a zvířaty přinášejícími štěstí, tuš a barvy na papíře, druhá polovina 19. století